# Lineth Beerensteyn
Lineth Beerensteyn, född den 11 oktober 1996 i Haag, är en nederländsk fotbollsspelare (anfallare) som spelar för Bayern München och det nederländska landslaget. Hon har tidigare representerat FC Twente och ADO Den Haag.
Beerensteyn representerade det nederländska landslaget i världsmästerskapet i Frankrike år 2019 och blev målskytt i den avslutande gruppspelsmatchen mot Kanada. År 2014 blev hon U19-Europamästare och 2017 Europamästare med Nederländerna.